# Pencarrow Head Lighthouse
Pencarrow Lighthouse ist ein nicht mehr in Betrieb befindlicher Leuchtturm auf Pencarrow Head in der Region Wellington auf der Nordinsel Neuseelands. Der erste dauerhaft betriebene Leuchtturm Neuseelands markiert die östliche Zufahrt zum Wellington Harbour. Nachdem zwei 1841 errichtete hölzerne Markierungen den Elementen zum Opfer gefallen waren, wurde ein provisorisches Leuchtfeuer errichtet, das von einem Leuchtturmwärterpaar betreut wurde.
Der gusseiserne Leuchtturm wurde in England gefertigt und kam im Juni 1858 in Segmenten nach Neuseeland. Er wurde am 1. Januar 1859 in Betrieb genommen. Die Frau des 1855 bei einem Bootsunfall ums Leben gekommenen Leuchtturmwärters Mary Bennett wurde erster offizieller Leuchtturmwärter Neuseelands.
Da die Klippe, auf der der Turm steht, oft von Nebel verhüllt ist, begann man 1906 mit dem Bau eines neuen Leuchtturmes direkt an der Küste. Der alte Turm wurde aber bis zum 18. Juni 1935 weiter betrieben, als das Baring Head Lighthouse in Betrieb genommen wurde.
Die neuseeländische Post gab 2009 eine 50-Cent-Briefmarke des Leuchtturmes heraus.
Am 18. März 1982 wurde der Turm vom New Zealand Historic Places Trust unter der Nummer 34 als Historic Place Category I registriert.